# Thysanoglossa
Thysanoglossa é um género botânico pertencente à família das orquídeas (Orchidaceae). Foi proposto por Porto e Brade em Anais Reunião Sul-Americana de Botânica 3: 42, em 1938, publicado em 1940. A espécie tipo é a Thysanoglossa jordanensis Porto & Brade.

## Distribuição
Este gênero que agrupa apenas duas pequenas espécies epífitas, de crescimento cespitoso, naturais do sudeste brasileiro, as quais normalmente aparecem sobre galhinhos cheios de musgo à sombra das matas úmidas nas partes altas da Serra da Mantiqueira e Serra dos Órgãos.

## Descrição
O porte e flores destas plantas parecem-se aos de Chytroglossa e Rauhiella, das quais facilmente notamos a diferença pelas folhas mais largas, flores que lembram Oncidium, em menor quantidade, apresentando labelo amarelo bastante alongado, trilobado, de extremidade bilobulada, com lobos algo sobrepostos no corte central, de margem lisa, perto da base apresenta calos transversais verdes complicados em duas camadas sobrepostas, além disso os lobos laterais são mais esverdeados com machas púrpura, bastante franjados com margens profundamente recortadas, parte ereta e parte reflexa, formando dentes agudos e longos.
Apresentam pseudobulbos minúsculos encimados por uma única folha carnuda e plana, alongada, lanceolada, pseudopeciolada, ladeado por Baínhas foliares, com o mesmo aspecto e tamanho das folhas onde o pseudobulbo é praticamente imperceptível. As múltiplas inflorescências racemosas emergem das axilas dessas Baínhas e contém quatro ou cinco pequenas flores amarelas e esverdeadas, espaçadas, com brácteas lepantiformes na base do pedúnculo.
As flores são pequenas, com sépalas e pétalas de verde-amarelado, bem abertas, membranáceas, algo translúcidas, as pétalas mais largas no terço final, atenuadas para a base. O labelo segue descrição acima. A coluna é muito alargada, de cor púrpura nas margens inferiores, abaixo do estigma com grande calosidade verde transversal arqueada, sem asas na extremidade mas grande antera alongada.	